# ザ・シークレットマン
『ザ・シークレットマン』（原題: Mark Felt: The Man Who Brought Down the White House）は、2017年のアメリカ合衆国の伝記政治映画。
監督はピーター・ランデズマン、出演はリーアム・ニーソンとダイアン・レインなど。
ウォーターゲート事件の情報提供者「ディープ・スロート」こと、当時の連邦捜査局（FBI）副長官マーク・フェルトを描いた作品。リドリー・スコット製作、リーアム・ニーソン主演。

## あらすじ
長年FBI長官を務めていたフーヴァー長官が亡くなった。副長官代理のマーク・フェルトは新しい長官に任命されると思っていたが、ニクソン大統領は自分の息のかかったパトリック・グレイを長官代理に任命した。そんな時、民主党本部のウォーターゲートビルに盗聴器がしかけられ、犯人として元FBIと元CIA関係者などが逮捕された。やがて犯人グループはニクソン大統領再選委員会の関係者であることが明らかになった。フェルトは捜査を始めるが、グレイはホワイトハウスやCIAの事情聴取にはグレイの許可を得るようにフェルトに言い、フェルトはFBIの独立性を守ろうと対立する。グレイは48時間で捜査を切り上げろとも、通話記録や銀行口座には手を出すなとも言う。フェルトはタイム誌とワシントン・ポストに電話する。タイム誌とワシントン・ポストはスクープ記事を出す。
まもなくホワイトハウスの大統領顧問から電話がかかってきて対策してくれと干渉するがフェルトはFBIは下部組織ではないと反発する。フェルトは大統領を疑い起訴できるかと仲間の捜査員に尋ねる。政府は我々は無関係で捜査協力もしていると記者会見する。しかしCIAはフェルトに捜査をフェードアウトさせろと干渉してくる。さらにグレイは司法長官が大統領は事件にかかわっていないと発表するので捜査を打ち切れとフェルトに圧力をかける。フェルトはその発表に同席させられた。一方、フェルトの妻はフェルトがFBI長官になれなかったことや娘が家出したことなどで悩んでいた。フェルトは娘が過激派組織に入ったのではないかと疑い探し出そうとする。そして民主党はウォーターゲート事件について共和党ニクソン政府を攻撃する。フェルトは仲間の捜査員に事件は闇に葬られようとしているが黒幕はおそらく大統領再選委員会そして大統領でFBIの捜査を止めることは誰にもできないと話す。
一方、フェルトはワシントン・ポストのボブ・ウッドワードに少しずつ情報をリーク（情報提供）していた。ウッドワードは情報提供に皆が驚いていること、そして謎の情報提供者にディープスロートという仮の名前をつけたと話す。そして全体像が見えないと言うが、フェルトは真相はもっと大きく、政権によるスパイ工作と陰謀で、記事になれば大統領選挙にも影響を与える、そして司法長官も捜査を再開せざるを得なくなるだろうと新たに話す。記事が出た後、大統領と政権側もフェルトに反撃を始めFBIの人事異動を行う。フェルトは正義感から国家への忠誠とマスコミへのリークとの間で迷いもあったが信念を曲げなかった。フェルトはタイム誌のサンディ・スミスにもフェルトのライバルが隠していた別な過去の大統領の陰謀の事件の情報をリークし反撃する。タイム誌の記事によりグレイと司法長官と大統領顧問と首席補佐官は失脚する。そして公聴会での彼らの証言からついに大統領も辞任する。数年後、フェルトはFBIを退職し、そして娘を見つけ出す。数年後の大陪審審査でフェルトは自分がディープスロートであったかと問われるが答えるのを迷いためらう。

## キャスト
※括弧内は日本語吹替
- マーク・フェルト - リーアム・ニーソン（菅生隆之）

FBI副長官。
- オードリー・フェルト - ダイアン・レイン（竹内夕己美）

マーク・フェルトの妻
- L・パトリック・グレイ（英語版） - マートン・チョーカシュ（早川毅）

FBI長官代理
- エド・ミラー（英語版） - トニー・ゴールドウィン（丹羽正人）

FBI捜査官
- アンジェロ・ラノ - アイク・バリンホルツ（栗田圭）

FBI捜査官
- チャーリー・ベイツ - ジョシュ・ルーカス

FBI捜査官
- ロバート・カンケル - ブライアン・ダーシー・ジェームズ
- ジョン・ディーン - マイケル・C・ホール

大統領法律顧問
- ビル・サリバン（英語版） - トム・サイズモア（高松直輝）

FBI幹部
- ボブ・ウッドワード - ジュリアン・モリス

ワシントンポスト紙記者
- サンディ・スミス - ブルース・グリーンウッド（橋本信明）

タイム誌記者
- スタン・ポッティンガー - ノア・ワイリー

連邦検事
- CIAの男 - エディ・マーサン
- ジョアン・フェルト - マイカ・モンロー（谷佳耶）

マーク・フェルトの娘
- キャロル・ツシューディ - ウェンディ・マクレンドン＝コーヴィ
- パット・ミラー - ケイト・ウォルシュ